# Rahel Sanzara

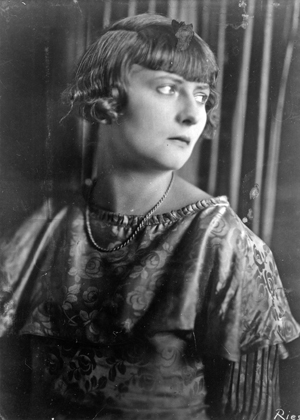
Rahel Sanzara, ca. 1926

Rahel Sanzara (auch Sansara; Künstlername und Pseudonym von Therese Charlotte Johanna Bleschke, * 9. Februar 1894 in Jena; † 8. Februar 1936 in Berlin) war eine deutsche Tänzerin, Schauspielerin und Schriftstellerin.

## Leben
Johanna Bleschke war das älteste von vier Kindern eines Stadtmusikers. Sie besuchte eine höhere Töchterschule mit angeschlossenem Handelsschuljahr. 1912 wurde sie zu einer Buchbinderlehre nach Blankenburg im Harz geschickt. 1913 ging sie nach Berlin und lernte dort den Arzt und Schriftsteller Ernst Weiß kennen, mit dem sie (mit Unterbrechungen) über zwanzig Jahre verbunden blieb. Nach einer Schnellausbildung zur Krankenschwester und entsprechender Tätigkeit 1914/15 ließ sie sich bei Rita Sacchetto zur Tänzerin ausbilden und hatte einige Auftritte in Tanzpantomimen. Nach ihrem Filmdebüt 1917 (in „Der Fall Routt..!“) absolvierte sie eine Schauspielausbildung bei Otto Falckenberg in München, der ein Auftritt in Ernst Weiß’ Drama Tanja in Prag folgte. Ab 1921 war sie am Hessischen Landestheater in Darmstadt engagiert. 1924 zog sie sich vom Theater zurück.
Ihr Erstlingsroman Das verlorene Kind erschien als Vorabdruck in der Vossischen Zeitung und 1926 als Buch und erregte großes Aufsehen wegen des heiklen Themas eines Sexualmordes an einer Vierjährigen. Er erreichte in kurzer Zeit mehrere Auflagen und wurde in elf Sprachen übersetzt. 1926 sollte ihr dafür der Kleist-Preis verliehen werden, aber sie lehnte ab. Das heizte bestehende Plagiatsvorwürfe an, denen zufolge das Buch von Ernst Weiß verfasst und die Geschichte aus dem Neuen Pitaval entlehnt worden sei. Ihre weiteren literarischen Arbeiten blieben ohne Erfolg. 1927 heiratete sie den jüdischen Börsenmakler Walter Davidsohn. Die Ehe wurde 1934 geschieden. Während der Nazi-Herrschaft emigrierte er nach Frankreich, sie blieb in Berlin und starb 1936 nach langer Krankheit in einer Privatklinik im Tiergarten. Zuletzt lebte sie in der Motzstraße 64 in Berlin-Schöneberg.
Ihre Grabstätte befindet sich auf dem Wilmersdorfer Waldfriedhof Stahnsdorf.

## Werke
- Das verlorene Kind. Roman. Ullstein, Berlin 1926 (9. Auflage. Mit einem Nachwort von Peter Engel. (= Suhrkamp-Taschenbuch 910). Suhrkamp, Frankfurt am Main 2005, ISBN 3-518-37410-9).
- Die glückliche Hand. Roman. In: Vossische Zeitung, März 1933 (Buchausgabe: Humanitas, Zürich 1936. Neuausgabe: (= Bibliothek der Thüringer Klassiker. Bd. 1). Salier, Leipzig u. a. 2008, ISBN 978-3-939611-51-6). Neuausgabe: (= Berlin Bibliothek Bd. 4). Jaron Verlag, Berlin 2022.
- Hochzeit der Armen. Roman, unveröffentlicht und verschollen

## Filmografie
- 1917: Der Fall Routt…!